# 1월 사건 (리투아니아)

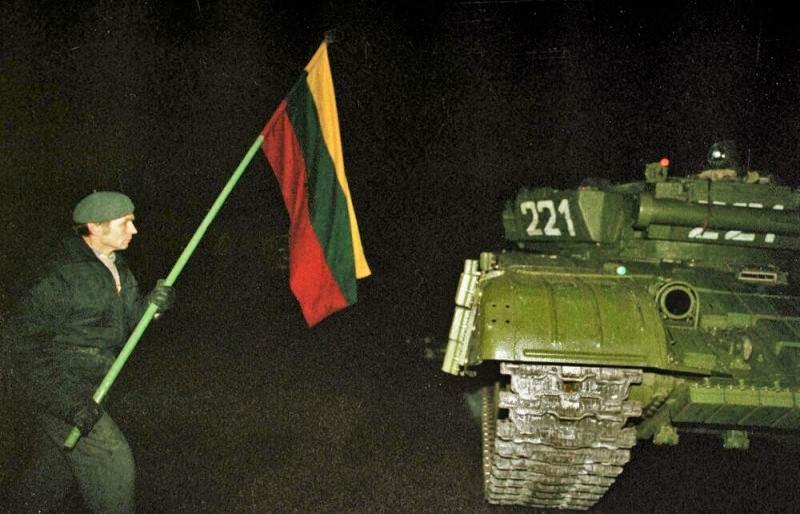
한 남성이 소비에트 탱크 앞에서 리투아니아 깃발을 들고 있다. 1991년 1월 13일.

1991년 1월 리투아니아 사건(리투아니아어: Sausio įvykiai)은 1991년 1월 11일 ~ 1월 13일에 소련군이 리투아니아 민족주의자들을 진압한 사건이다. 14명의 시민이 죽고 140명이 다쳤다. 리투아니아 소비에트 사회주의 공화국의 수도 빌뉴스를 비롯하여 알리투스, 샤울랴이, 바레나, 카우나스에서 일어났다.

## 같이 보기
- 발트의 길
- 검은 1월
- 바리케이드 사건
- 1989년 혁명
- 사유디스
- 4월 9일 비극
- 노래 혁명